# Oberndorfer Straße 1 (Griesheim)

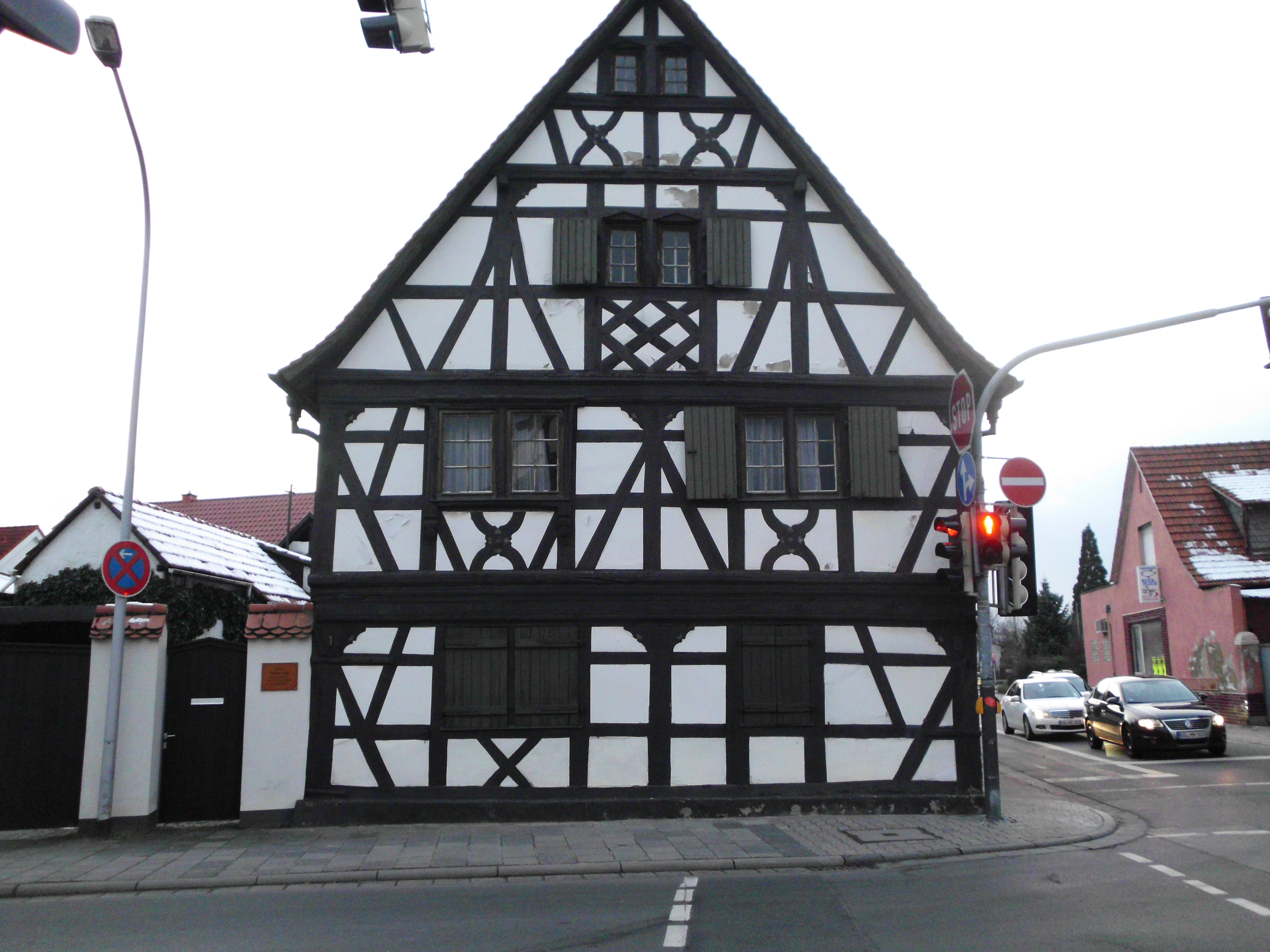
„Nikolose-Haus“ (2013)

Das Wohnhaus Oberndorfer Straße 1 (auch: Oberndorfstraße 1) ist ein denkmalgeschütztes Bauwerk in Griesheim.

## Geschichte und Beschreibung
Das zweigeschossige Fachwerk-Eckhaus stammt aus der zweiten Hälfte des 17. Jahrhunderts.
Es hat eine aufwendig gestaltete Giebelfassade, die mit Mannformen mäßig gegliedert ist.
In den Brüstungsfeldern befinden sich Malkreuze und Rauten.
Das Fachwerkhaus besitzt eine schön profilierte Gebälkzone.
Im Obergeschoss ist ein fränkischer Erker ausgebildet.
Die Dachfenster in der Giebelfassade haben eine flache dreieckige Einkerbung.
Das Satteldach ist biberschwanzgedeckt.

## Inschrift
Auf dem Rähmholz des Obergeschosses an der Giebelseite befindet sich die Inschrift:
„GROSS REICHTVM LIEBSTER GOTT DAS WOLLSTV MIR NICHT GEBEN, SO GIP VND LAS MICH AVF GROS ARMVT NICHT ERLEBEN.

ZV WENIG WVENSCH ICH NICHT ICH WVENSCH AVCH NICHT ZUVIEL WAS DIR MEIN GOTT GEFELLT IST MEINES WÜNSCHES ZIEL.“

## Denkmalschutz
Das Wohnhaus ist ein typisches Beispiel für ein Fachwerkhaus in Griesheim.
Aus architektonischen, baukünstlerischen und stadtgeschichtlichen Gründen steht es unter Denkmalschutz.

## Sonstiges
Nach einem Ahnherr der Eigentümer (Nikolaus) wird das Haus im Volksmund „Nikolose-Haus“ genannt.
Das Haus gilt als das schönste noch erhalten gebliebene Fachwerkhaus in Griesheim.